# Campeonato Sub-19 femenino de la AFC de 2009
El Campeonato Sub-19 femenino de la AFC de 2009 fue la cuarta edición del Campeonato Sub-19 femenino de la AFC. Se llevó a cabo del 1 al 12 de agosto de 2009 en Wuhan, China. Los tres primeros clasifican para la Copa Mundial Femenina de Fútbol Sub-20 de 2010.

## Clasificación
| - Corea del Norte - Japón - China - Corea del Sur | - Vietnam - Tailandia - Australia - China Taipéi |

## Fase de grupos
El sorteo del Campeonato Femenino Sub-19 de la AFC 2009 tuvo lugar en Kuala Lumpur el 27 de febrero de 2009.

### Grupo A
| Equipo          | PJ | PG | PE | PP | GF | GC | Dif. | Pts. |
| --------------- | -- | -- | -- | -- | -- | -- | ---- | ---- |
| Corea del Norte | 3  | 3  | 0  | 0  | 13 | 0  | +13  | 9    |
| Corea del Sur   | 3  | 2  | 0  | 1  | 8  | 3  | +5   | 6    |
| Vietnam         | 3  | 1  | 0  | 2  | 2  | 10 | -8   | 3    |
| Tailandia       | 3  | 0  | 0  | 3  | 1  | 11 | -10  | 0    |

| 2 de agosto de 2009 | Corea del Norte                                            | 4-0     | Tailandia | Centro Deportivo Cultural de Hankou,                     |                                                          |
| 18:00               | Un-byol 7' · Un-hyang 52' · Chung-sim 74' · Hyin-chi 90+1' | Reporte |           | Asistencia: 500 espectadores Árbitro(s): Jacqui Melksham | Asistencia: 500 espectadores Árbitro(s): Jacqui Melksham |

| 2 de agosto de 2009 | Corea del Sur                           | 3-0     | Vietnam | Centro Deportivo Cultural de Hankou,              |                                                   |
| 20:30               | Hye-won 5' · in-hae 29' · Hee-young 46' | Reporte |         | Asistencia: 600 espectadores Árbitro(s): Wang Jia | Asistencia: 600 espectadores Árbitro(s): Wang Jia |

| 4 de agosto de 2009 | Tailandia | 0-5     | Corea del Sur                                                | Centro Deportivo Cultural de Hankou,                   |                                                        |
| 18:00               |           | Reporte | In-hae 16' · So-yun 49', 65' · Hee young 59' · Jin-young 62' | Asistencia: 500 espectadores Árbitro(s): Etsuko Fukano | Asistencia: 500 espectadores Árbitro(s): Etsuko Fukano |

| 4 de agosto de 2009 | Vietnam | 0-6     | Corea del Norte                                                  | Centro Deportivo Cultural de Hankou,                     |                                                          |
| 20:30               |         | Reporte | Hyon-hi 6 (pen.)', 67' · Myong-hwa 17', 22', 32' · Chung-sim 88' | Asistencia: 500 espectadores Árbitro(s): Jacqui Melksham | Asistencia: 500 espectadores Árbitro(s): Jacqui Melksham |

| 6 de agosto de 2009 | Corea del Norte                         | 3-0     | Corea del Sur | Centro Deportivo Cultural de Hankou,                       |                                                            |
| 19:30               | Un-byol 21' · Chung-sim 55' · Un-ju 85' | Reporte |               | Asistencia: 1,100 espectadores Árbitro(s): Jacqui Melksham | Asistencia: 1,100 espectadores Árbitro(s): Jacqui Melksham |

| 6 de agosto de 2009 | Vietnam         | 2-1     | Tailandia  | Centro Deportivo Xinhua Road,                          |                                                        |
| 19:30               | Nguyệt 10', 85' | Reporte | Romyen 31' | Asistencia: 100 espectadores Árbitro(s): Etsuko Fukano | Asistencia: 100 espectadores Árbitro(s): Etsuko Fukano |

### Grupo B
| Equipo       | PJ | PG | PE | PP | GF | GC | Dif. | Pts. |
| ------------ | -- | -- | -- | -- | -- | -- | ---- | ---- |
| China        | 3  | 2  | 1  | 0  | 5  | 2  | +3   | 7    |
| Japón        | 3  | 1  | 2  | 0  | 7  | 2  | +5   | 5    |
| Australia    | 3  | 1  | 1  | 1  | 6  | 3  | +3   | 4    |
| China Taipéi | 3  | 0  | 0  | 3  | 0  | 11 | -11  | 0    |

| 1 de agosto de 2009 | Japón        | 1-1     | Australia | Centro Deportivo Cultural de Hankou,                   |                                                        |
| 18:00               | Iwabuchi 66' | Reporte | Simon 88' | Asistencia: 1,500 espectadores Árbitro(s): Hong Eun-ah | Asistencia: 1,500 espectadores Árbitro(s): Hong Eun-ah |

| 1 de agosto de 2009 | China                  | 2-0     | China Taipéi | Centro Deportivo Cultural de Hankou,                      |                                                           |
| 20:30               | Yasha 4' · Chenxue 82' | Reporte |              | Asistencia: 1,000 espectadores Árbitro(s): Praew Semaksuk | Asistencia: 1,000 espectadores Árbitro(s): Praew Semaksuk |

| 3 de agosto de 2009 | China Taipéi | 0-5     | Japón                                                           | Centro Deportivo Cultural de Hankou,                   |                                                        |
| 18:00               |              | Reporte | Kumagai 4' · Obara 33' · Fujita 37' · Takara 59' · Takeyama 68' | Asistencia: 1,000 espectadores Árbitro(s): Ri Hong-sil | Asistencia: 1,000 espectadores Árbitro(s): Ri Hong-sil |

| 3 de agosto de 2009 | Australia | 1-2     | China                 | Centro Deportivo Cultural de Hankou,                     |                                                          |
| 20:30               | Simon 75' | Reporte | Jiahui 10' · Ning 42' | Asistencia: 3,500 espectadores Árbitro(s): Bentla D'Coth | Asistencia: 3,500 espectadores Árbitro(s): Bentla D'Coth |

| 5 de agosto de 2009 | Japón        | 1-1     | China    | Centro Deportivo Cultural de Hankou,                   |                                                        |
| 19:30               | Iwabuchi 49' | Reporte | Ning 83' | Asistencia: 3,000 espectadores Árbitro(s): Hong Eun-ah | Asistencia: 3,000 espectadores Árbitro(s): Hong Eun-ah |

| 5 de agosto de 2009 | China Taipéi | 0-4     | Australia                                            | Centro Deportivo Xinhua Road,                        |                                                      |
| 19:30               |              | Reporte | Clifford 21' · Simon 58' · Courtney 66' · Bolger 84' | Asistencia: 200 espectadores Árbitro(s): Ri Hong-sil | Asistencia: 200 espectadores Árbitro(s): Ri Hong-sil |

## Fase final

### Semifinales
| 9 de agosto de 2009 | Corea del Norte | 0-1     | Japón        | Centro Deportivo Cultural de Hankou,                       |                                                            |
| 18:00               |                 | Reporte | Iwabuchi 58' | Asistencia: 2,000 espectadores Árbitro(s): Jacqui Melksham | Asistencia: 2,000 espectadores Árbitro(s): Jacqui Melksham |

| 9 de agosto de 2009 | China | 0-1     | Corea del Sur | Centro Deportivo Cultural de Hankou,                      |                                                           |
| 21:00               |       | Reporte | So-yun 84'    | Asistencia: 6,200 espectadores Árbitro(s): Praew Semaksuk | Asistencia: 6,200 espectadores Árbitro(s): Praew Semaksuk |

### Tercer lugar
| 12 de agosto de 2009 | Corea del Norte | 1-0     | China | Centro Deportivo Cultural de Hankou,                   |                                                        |
| 18:00                | Un-byol 66'     | Reporte |       | Asistencia: 4,000 espectadores Árbitro(s): Hong Eun-ah | Asistencia: 4,000 espectadores Árbitro(s): Hong Eun-ah |

### Final
| 12 de agosto de 2009 | Japón                       | 2-1     | Corea del Sur        | Centro Deportivo Cultural de Hankou,                |                                                     |
| 21:00                | Yasumoto 63' · Iwabuchi 87' | Reporte | Ji So-yun 69 (pen.)' | Asistencia: 4,000 espectadores Árbitro(s): Wang Jia | Asistencia: 4,000 espectadores Árbitro(s): Wang Jia |